# Споменик ослободиоцима и генералу Гамбети у Неготину
Споменик ослободиоцима и генералу Гамбети заузима централно место у градском парку у Неготину. Посвећен је ослободиоцима Неготина и свим погинулим ратницима у Ослободилачким ратовима 1912 — 1918. године. Споменик је свечано откривен 12. октобра 1930. године уз присуство званица из Француске на челу са госпођом Гамбета, удовицом Жуина Гамбете и окупљеног народа.
Задатак да ослободе Источну Србију добиле су савезничке војне јединице под командом француског генерала Жуина Гамбете, који је 21. октобра 1918. године, на челу коњичке бригаде и мароканских јединица ушао у Неготин.
Споменик је рад вајара Татомира Стојадиновића из Београда. На споменику су медаљони са ликовима Kраља Петра и француског генерала Гамбете, који је као ослободилац на челу француске коњице први ушао у Неготин, као и ликови српског и француског војника. Симболична посвета посвета „Дух орлова живи” исписана је на источној страни споменика, а на западној су стихови у част отаџбини и генералу Гамбети које је написао професор гимназије у Неготину Светозар Миленовић. На све четири стране су постављене плоче са именима погинулих ратника. На врху је постављена скулптура двоглавог орла.